# Par Avion
Par Avion (titulado "En avión" en España y "Mensaje aéreo" en Latinoamérica) es el duodécimo capítulo de la tercera temporada de la serie Lost. Claire sospecha de Charlie cuando este muestra una actitud extraña al presentar ella una idea para ser rescatados. Se producen tensiones entre Sayid y Locke mientras planean un modo de rescatar a Jack. FLASHBACK de Claire Littleton.

## Trama
Charlie invita a Claire a un pícnic, pero son interrumpidos por Desmond quien quiere llevarse a Charlie a cazar un jabalí, aunque probablemente lo que trata es de alejarlo de algún peligro. Claire alcanza a ver que unas gaviotas que vuelan sobre la playa, llevan una marca en una de las patas; deduce que son aves observadas por investigadores y pide a Sun y Jin que le ayuden a hacer una trampa para atrapar un ave y atarle un mensaje que pueda llevar alguna gaviota a regresar de su migración estacional. Cuando están a punto de atrapar a una, un disparo de Desmond la espanta y después, ante las protestas de Claire, Charlie argumenta que es mejor que los náufragos no se hagan esperanzas infundadas.
Al final el propio Desmond captura a una gaviota que estaba en las rocas. Claire, que lo seguía, le pregunta cómo supo que encontraría allí el ave y Desmond le explica sus premoniciones sobre la muerte de Charlie y le dice que si no hubiera ido él mismo a agarrar la gaviota, Charlie hubiera caído de las rocas al mar y habría muerto, tratando de llevar la gaviota a Claire. Finalmente comprueban que el ave tiene una marca en la pata derecha y antes de dejarla volar de nuevo, le atan un mensaje reportando la existencia de sobrevivientes del accidente aéreo.
Usando el mapa encontrado en La Llama y llevando prisionero a Bakunin, Sayid, Kate, Danielle y Locke prosiguen hacia La Barraca en busca de Los Otros y de Jack. Encuentran unos extraños postes que cercan la instalación que buscan y, sospechando de que se trata de una barrera eléctrica, de ultrasonido o magnética, Locke tira a Bakunin por entre uno de los espacios entre postes. Bakunin dice "gracias" antes de sentir los efectos de la barrera, luego empieza a expulsar espuma por la boca y sangre por la nariz y los oídos, para finalmente caer muerto. 
Kate coloca un tronco, con un extremo en el suelo y el otro descansando sobre la parte superior de uno de los postes. Kate pasa al otro lado y luego los otros sobrevivientes. Cuando llegan a La Barraca ven algo distinto a lo encontrado hasta ahora, una aldea bien organizada, un barrio y, en el prado Jack corre con el balón, está jugando fútbol americano con Los Otros y se hace pases nada menos que con Tom.

### Flashbacks
En los retrocesos la madre de Claire sufre una muerte cerebral a consecuencia de un grave accidente automovilístico. Claire sufre heridas menores, pero se culpa por el accidente, ya que era ella quien conducía y la protegió el airbag mientras que el asiento de su madre no tenía esta protección y salió expulsada por el parabrisas, no hay que olvidar que en Australia se conduce como en el Reino Unido, como en otras tantas excolonias británicas (volante a la derecha). Con una tía, Claire recibe la noticia de que su madre tendrá que vivir artificialmente conectada a una máquina. Ellas quieren que viva pero no tienen dinero, por lo que el médico les revela que alguien que reserva la identidad, ya ha pagado. El donante secreto resulta ser Christian Shephard, el mismísimo padre de Jack, que le revela a Claire que es hija suya y, aunque le manifiesta amor y haberla visitado y llevado juguetes antes de que se lo impidieran como represalia por negarse a abandonar a su esposa y familia en Estados Unidos, siendo Claire aún niña, ésta le rechaza en una cafetería alegando que, aunque sea su padre ni tan siquiera conoce su nombre y prefiere que esto siga siendo así. En todo este momento Claire está teñida de negro y viste con un aire gótico y trabaja haciendo pírsines.
Se vuelve a ver a Claire, ya rubia, yendo a visitar a su madre, antes de volar a EE. UU. para entregar a su hijo en adopción, cuando le habla de su embarazo y observa que tuvo que ser muy difícil para ella cuidarla, estando sola y habiendo sido Claire tan mala hija.